# Naveen Andrews
Naveen William Sidney Andrews, född 17 januari 1969 i London, är en brittisk-amerikansk skådespelare. Hans familj har rötter i Indien. Mest känd är han för att ha spelat karaktären Sayid Jarrah i TV-serien Lost.

## Biografi
Andrews föddes och växte upp i London, dit hans föräldrar, Nirmala och Stanley Andrews immigrerade från Kerala i Indien i mitten av 1960-talet.
Vi 16 års ålder inledde Andrews ett förhållande med sin 30-åriga matematiklärare Geraldine Feakins som vid tillfället var gift. Feakins skilde sig så småningom från sin man och flyttade ihop med Andrews. 1992 fick paret en son, Jaisal, och kort därefter tog förhållandet slut.
1998 träffade Andrews skådespelerskan Barbara Hershey vid inspelningen av filmen Drowning on Dry Land. De inledde ett förhållande som varade till 2009 med en kort separation under 2005 under vilken Andrews fick en son med sin älskarinna, skådespelerskan Elena Eustache.
Andrews led av alkohol- och heroinmissbruk i 20-årsåldern. Efter att ha kollapsat på en inspelning 1997 sökte han hjälp för sitt missbruk och har varit nykter sedan dess.

## Karriär
Andrews studerade teater vid Guildhall School of Music and Drama där han bland andra var klasskamrat med Ewan McGregor och David Thewlis. Han fick sin första skådespelarroll i Hanif Kureshis film London Kills Me (1991).
Han porträtterade Kip Singh i Den engelske patienten (1996) och Sayid Jarrah i den populära tv-serien Lost (2004-2010). Han har också haft roller i tv-serierna Once Upon a Time in Wonderland (2013-2014), Sense8 (2015-2017) och The Dropout (2022).

## Filmografi i urval
- 1991 – London Kills Me
- 1992 – Wild West
- 1996 – Kama Sutra: A Tale of Love
- 1996 – Den engelske patienten
- 1998 – Joe - jättegorillan
- 2002 – Rollerball
- 2003 – Easy
- 2004 – Kärlek och fördom
- 2007 – Planet Terror
- 2004–2010 – Lost (TV-serie)
- 2013 – Diana
- 2013-2014 – Once Upon a Time in Wonderland (TV-serie)
- 2015-2017 – Sense8Sense8 (TV-serie)
- 2022 – The Dropout (TV-serie)